# Markuskirche (Weinheim)
Die Markuskirche ist eine evangelische Kirche in Weinheim im Rhein-Neckar-Kreis im Nordwesten Baden-Württembergs. Sie gehört zur Gemeinde in der Weststadt im Kirchenbezirk Neckar-Bergstraße der Evangelischen Landeskirche in Baden.
1957 fand die Grundsteinlegung der im Stil des Brutalismus erbauten Kirche statt, 1958 wurde sie eingeweiht. Der Bau ist ein einfacher Saal mit Satteldach und offenem Dachstuhl. Zur Kirche gehört ein freistehender Campanile mit Satteldach und ornamental angeordneten Lichtschlitzen im oberen Drittel des Turms. Die künstlerisch bestimmenden Elemente dieser Kirche sind  die farbenprächtigen Glasbildwände. Der Künstler Klaus Arnold arbeitete bei der Erstellung des Bildprogramms sowohl mit damaligen Pfarrer Johannes Baudis als auch mit Dekan Hauss, dem Vater des Architekten, zusammen. So entstand eine Bildmotivreihe zu den Aussagen des Apostolischen Glaubensbekenntnisses.
Die Markuskirche steht seit 1998 unter Denkmalschutz.